# Антим I
Антим I е виден висш български православен духовник, пръв екзарх на самостоятелната Българска екзархия.

## Биография

### Произход и образование
Антим е роден през 1816 година в Лозенград, Османска империя, под името Атанас Михайлов Чалъков. Родителите му произхождат от село Татарлар, Лозенградско. Замонашва се в Хилендарския манастир, където приема името Антим (1837). Учи в най-реномираното светско училище в Османската империя – Великата народна школа в цариградския квартал Куручешме (1843 – 1844). Завършва с първия випуск богословското училище на остров Халки, учи в Одеса, завършва Духовната академия в Москва (1856).

### Кариера

#### Духовна дейност
След завръщането си от Русия става преподавател и ректор (1865 – 1868) на Богословското училище на о. Халки.
През 1861 г. е назначен за Преславски митрополит. В 1862 година е екзарх в Сисанийската и Корчанската епархия, а на 20 декември 1862 година е изпратен в проблемната за Патриаршията Поленинска епископия, управлявана от българина Партений Зографски. През 1868 става Видински митрополит. Същата година подкрепя цариградските българи и отхвърля каноническото подчинение на Вселенската патриаршия. Член е на Привременния синод на Българската екзархия и участва в Църковно-народния събор от 1871 г.
На 16 февруари (28 февруари нов стил) 1872 г. е избран за екзарх на Българската екзархия. Развива активна дейност срещу униатската пропаганда. Играе съществена роля за изграждане на Екзархията и за културно-просветното издигане на българския народ. Под негово ръководство са конструирани епархиите на новата църковна област и са определени техните църковни ръководители. Екзархията полага грижи за учебното дело и за организацията на църковния живот. След Априлското въстание прави всичко възможно, за да бъдат запознати международната общественост и чуждите дипломати в Цариград за извършените от турците произволи и жестокости при потушаването на въстанието.

#### Политическа дейност
През април 1877 година по настояване на Високата порта е освободен от поста екзарх и впоследствие е изпратен на заточение в Анкара. На 24 април 1877 г. за български екзарх е избран младият Ловчански митрополит Йосиф.
След Руско-турската война Антим I е освободен в резултат на обща амнистия (март 1878), завръща се в България и поема ръководството на Видинската митрополия. Като такъв е избран за делегат, а впоследствие и за председател на Учредителното събрание в Търново. Участва и в I велико народно събрание за избор на княз.

#### Сръбско-българската война
По време на Сръбско – българската война от 1885 година и сръбската обсада на Видинската крепост комендантът на крепостта и видни граждани предлагат на митрополит Антим да потърси убежище на левия бряг на река Дунав, в отсрещния румънски град Калафат. Митрополитът отхвърля предложението с думите:
| „ | Това не е достойно за мене, трупът на пастира трябва да падне там, дето пада народ и войска | “ |

Антим I почива във Видин на 1 декември 1888 година, Мавзолеят на екзарх Антим I се намира в двора на Видинската митрополия.

## Памет
В чест на Антим I са кръстени селата Антимово в община Видин, Антимово в община Тутракан и Екзарх Антимово в община Карнобат. Името му носят и улици в София (Карта) и Варна. През 2006 година на него е именуван връх Екзарх Антим I на остров Смит в Антарктика.